# Улица Аскана
Улица Аскана (груз. ასკანის ქუჩა) — короткая, около 100 м, улица в Тбилиси, в историческом районе Старый город, проходит от улицы Бетлеми до улицы Гоми. Часть популярных туристических маршрутов по Старому городу, один из подходов к древнему культовому сооружению Атешга.

## История
Расположена в Клдисубани — исторически сложившемся микрорайоне города, в западной части Старого города (Кала). Название микрорайона «Клдисубани» происходит от его расположения на скалистом склоне Сололакского хребта («клде» — скала). Район был бедной окраиной города из-за его труднопроходимого горного рельефа.
Улица возникла в первой половине XIX века. Первоначально называлась 2-й Петхаинский подъём (по находившимся здесь Верхней и Нижней Вифлеемским церквям, в еврейском произношении — Петхаинским, в грузинском — Бетлемским), другое название — Вознесенская. Включена в городскую черту в 1876 году.
В 1925 году улица была переименована в улицу Николая Марра, в 1938 году — в улицу Аскана. На улице и в окрестных переулках сохранились дома конца XIX века.
На плане города 1934 года обозначена как переулок Квемо Гоми, а участок улицы Гоми от Вифлеемского подъема — переулок Аскан).

## Достопримечательности

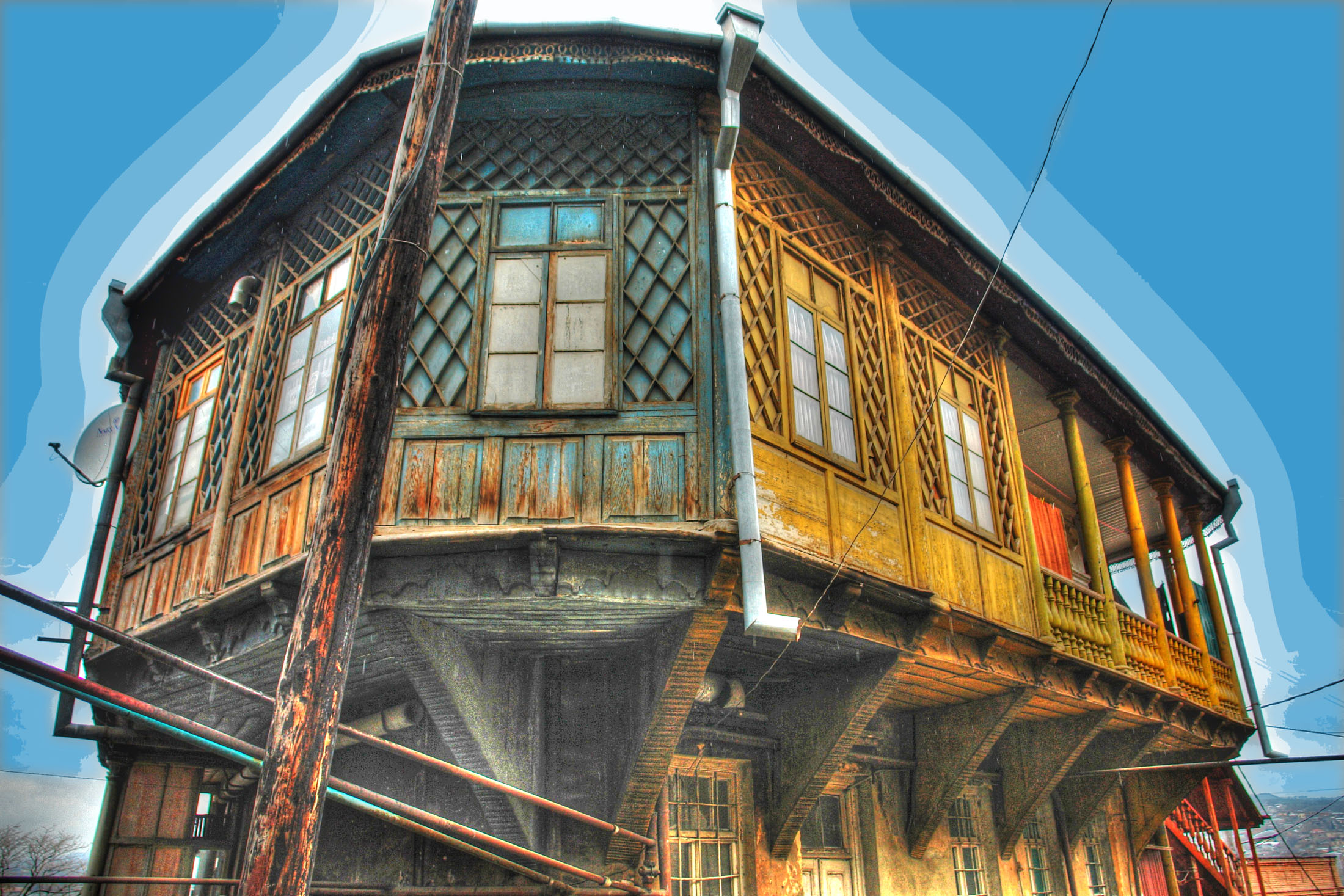
д. 5, угол с улицей Гоми

У выхода улицы к улице Бетлеми расположен дом-калейдоскоп с красивыми витражами